# Kiniqtuq Lake
Kiniqtuq Lake är en sjö i Kanada.   Den ligger i territoriet Nunavut, i den nordöstra delen av landet, 2 800 km norr om huvudstaden Ottawa. Kiniqtuq Lake ligger 55 meter över havet. Arean är 0,18 kvadratkilometer. Den sträcker sig 0,6 kilometer i nord-sydlig riktning, och 0,8 kilometer i öst-västlig riktning.
Trakten runt Kiniqtuq Lake består i huvudsak av gräsmarker.